# Финляндия на зимних Олимпийских играх 2006
На Зимних Олимпийских играх 2006 года Финляндию представляло 90 спортсменов (59 мужчина и 31 женщина), выступивших в 11 видах спорта. Они завоевали 6 серебряных и 3 бронзовых медалей, что вывело финскую сборную на 19-е место в неофициальном командном зачёте.

## Медалисты
| Медаль  | Спортсмен                                                                    | Вид спорта         | Дисциплина                            |
| ------- | ---------------------------------------------------------------------------- | ------------------ | ------------------------------------- |
| Серебро | Таня Поутиайнен                                                              | Горнолыжный спорт  | Женщины, гигантский слалом            |
| Серебро | Маркку Уусипаавалниеми Вилле Мякеля Калле Киискинен Теему Сало Яни Сулланмаа | Кёрлинг            | Мужчины                               |
| Серебро | Микко Ронкайнен                                                              | Фристайл           | Мужчины, могул                        |
| Серебро | Сборная                                                                      | Хоккей             | Мужчины                               |
| Серебро | Матти Хаутамяки                                                              | Прыжки с трамплина | Мужчины, нормальный трамплин          |
| Серебро | Тами Киуру Янне Хаппонен Янне Ахонен Матти Хаутамяки                         | Прыжки с трамплина | Мужчины, нормальный трамплин, команда |
| Бронза  | Айно-Кайса Сааринен Вирпи Сарасвуо                                           | Лыжные гонки       | Женщины, командный спринт             |
| Бронза  | Антти Куисма Ансси Койвуранта Яакко Таллус Ханну Маннинен                    | Лыжное двоеборье   | Мужчины, командное первенство         |
| Бронза  | Маркку Коски                                                                 | Сноубординг        | Мужчины                               |